# Distrito de Atuncolla

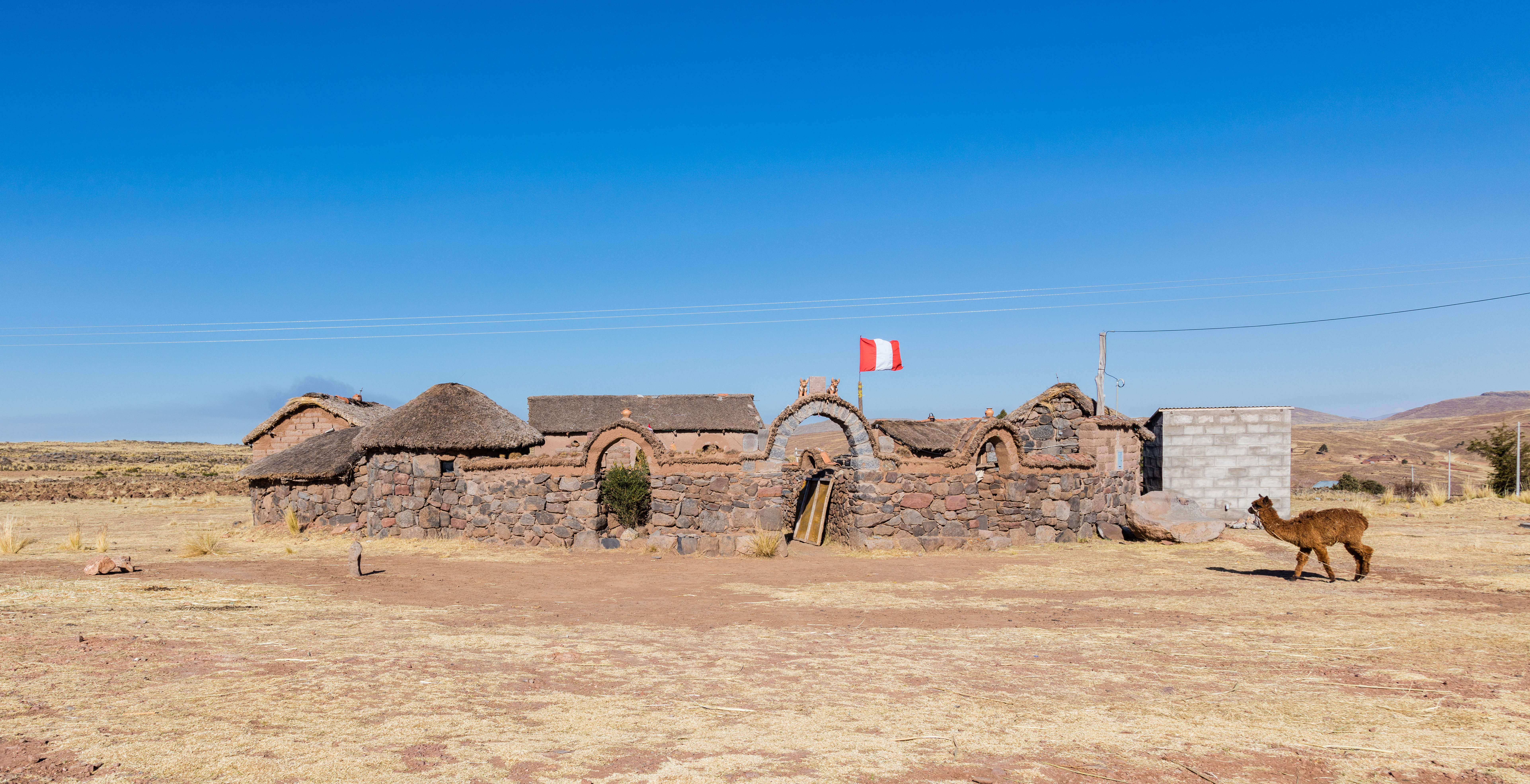
Vivienda típica.

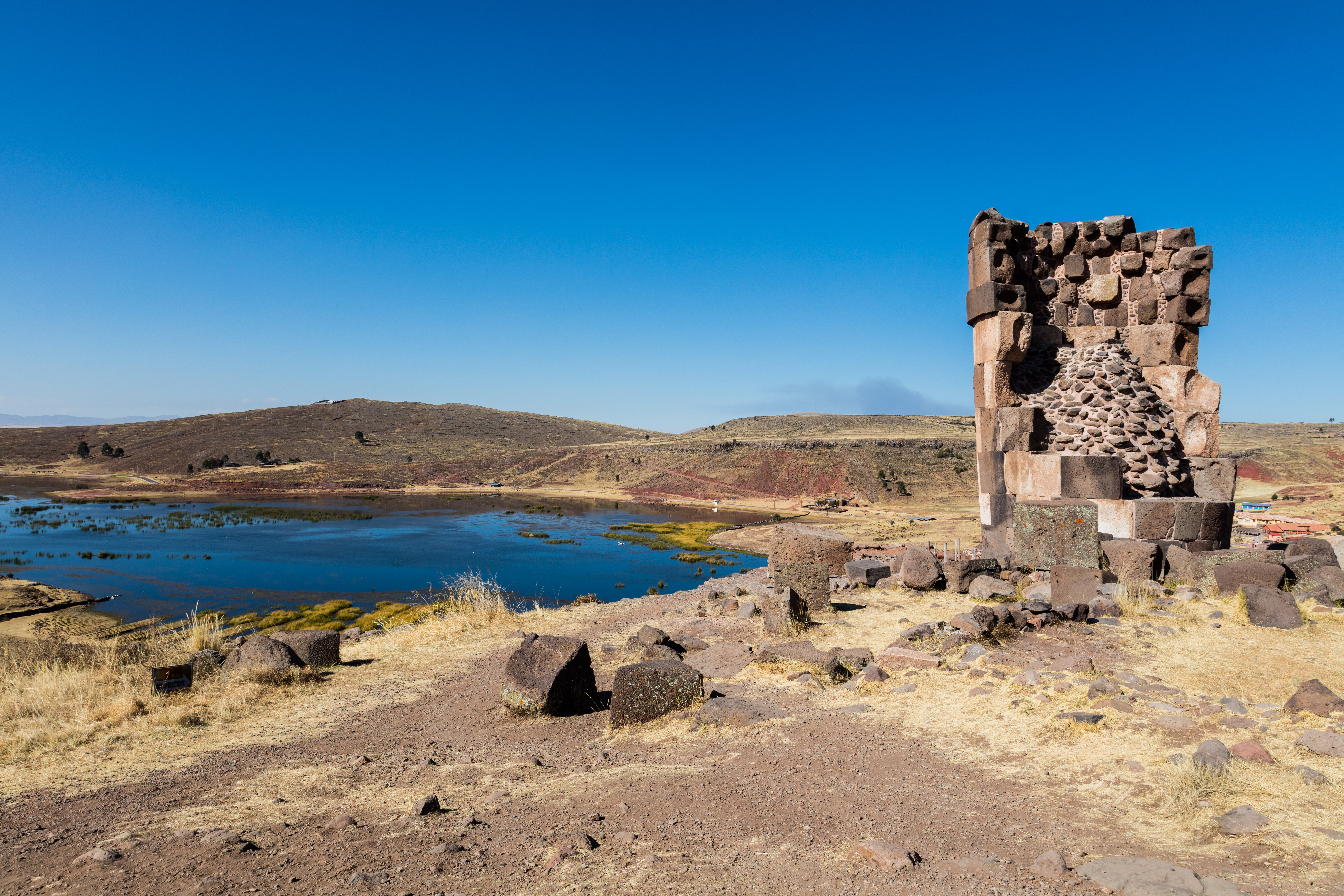
Detalle de una chullpa en Sillustani.

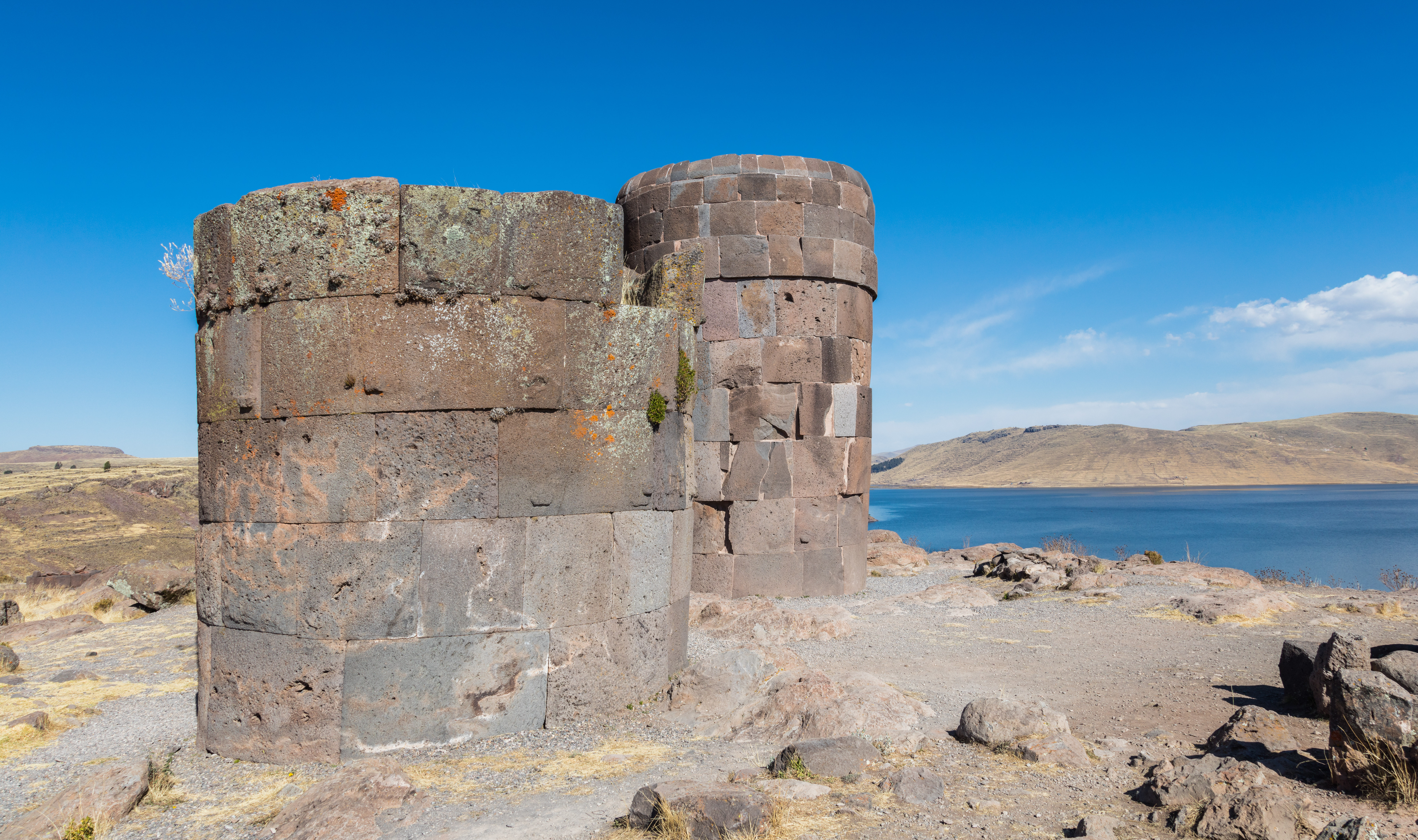
Chullpas de la época Kolla.

El distrito de Atuncolla (del aimara: Hatunqulla jisk'a t'aqa suyu) es uno de los quince distritos de la provincia peruana de Puno en el departamento homónimo, bajo la administración del Gobierno regional de Puno.
Desde el punto de vista jerárquico de la Iglesia católica forma parte de la Diócesis de Puno en la Arquidiócesis de Arequipa.

## Ubicación geográfica
Ubicado en el altiplano a una altitud de 3822 m sobre el nivel del mar, a orillas del Lago Umayo.

## Historia
El distrito fue creado en los primeros años de la República.

## Población
La población actualmente es de 4 555 habitantes, de los cuales 2 189 son hombres y el 2 366 son mujeres.

## División administrativa
El área total del distrito de 124,74 km², distribuidos entre comunidades campesinas y centros poblados menores.

## Hitos urbanos
Destaca su centenaria Plaza de Armas, su hermoso templo colonial y sus pintorescas calles empedradas.

## Autoridades

### Municipales
- 2023 - 2026[4]
  - Alcalde: Gregorio Machaca Vilca, (Reforma y Honradez por más Obras)
  - Regidores:

1. Imelda Quispe Quispe (Reforma y Honradez por más Obras)
2. Rubén Tisnado Quispe (Reforma y Honradez por más Obras)
3. Leticia Verónica Mamani Mansilla (Reforma y Honradez por más Obras)
4. Fernando Roque Noa (Reforma y Honradez por más Obras)
5. Sonia Quispe Quispe (Frente Amplio para el Desarrollo del Pueblo)

## Turismo
- Sillustani
- Plaza de Armas - Atuncolla
- Circuito Turístico de Parañi

## Festividades
- Febrero: Fiesta de la Candelaria